# Aeroportul Oran Tafraoui
Aeroportul Oran Tafraoui (IATA: TAF, ICAO: DAOL) este un aeroport din Algeria ce deservește zona Oran. A fost numit după zona deservită.
Situat la o altitudine de 112 m, aeroportul dispune de o singură pistă. Este operat de Algerian Air Force⁠(d).